# قله سمیونوف
قله سمیونوف (به لاتین: Semyonov Peak) یک قله در قرقیزستان است که در استان ایسیق‌کول واقع شده‌است. قله سمیونوف ۵٬۸۱۶ متر بالاتر از سطح دریا واقع شده‌است.